# Heinrich von Stackelberg
Heinrich Freiherr von Stackelberg (Moscú, 31 de octubre de 1901 - Madrid, 12 de octubre de 1946) fue un economista alemán que contribuyó a la teoría de juegos y a la organización industrial, y que es conocido por el modelo de competencia que lleva su nombre.

## Biografía
Stackelberg nació en Moscú, en el seno de una familia noble de alemanes del Báltico de Estonia. Su madre era argentina, de ascendencia española. Tras la Revolución de Octubre, su familia partió hacia Racibórz, y más tarde hacia Colonia. Estudió Economía y Matemáticas en la Universidad de Colonia, graduándose en 1927 con una tesis sobre la cuasi-renta de Alfred Marshall. Se doctoró en 1930 con una disertación sobre la teoría de costes, publicada en Viena en 1932. En 1934 concluyó su Habilitación en estructura de mercado y equilibrio.
Tras ello, fue profesor universitario en la Universidad de Colonia, aunque un semestre después aceptó un puesto en la Universidad de Berlín, donde enseñó hasta el año 1941. En ese año, pasó a ser Profesor de Economía de la Universidad de Bonn, hasta 1944, año en que comenzó a impartir sus clases en la Universidad Complutense de Madrid. Su influencia en la economía española de los años sucesivos fue crucial en su postura liberalizadora. Así lo reconoce el economista Juan Velarde, discípulo suyo, quien afirma que cuando preguntó a Alberto Ullastres cómo se había atrevido a llevar a cabo el Plan de Estabilización de 1959, le contestó: "Estaba todo en Stakelberg".
Stackelberg fue miembro del Partido Nazi desde 1931, y Scharführer de las SS desde 1933.
Murió de linfoma en Madrid en 1946 y está enterrado en el Cementerio Británico.

## Obra
El modelo de liderazgo de Stackelberg es un tipo de duopolio, es decir, un mercado de un producto con solo dos empresas en el que está restringida la entrada a otras compañías. Cada empresa trata de producir una cantidad teniendo en cuenta la producción de la otra empresa. A diferencia del modelo de Cournot, la empresa líder conoce la conducta de la empresa seguidora, produciendo una determinada cantidad según sus intereses según la cual la empresa seguidora deberá producir una cantidad distinta. Se da, por tanto, una clara ventaja de la empresa que mueve ficha antes.
La aportación de Stackelberg ha sido la base de muchos de los juegos desarrollados por Nash en su famosa teoría de los juegos. A partir del esquema dibujado por Stackelberg, Nash diseña un mapa de diversas alternativas en torno a una serie de jugadas interpretadas por dos duopolistas que controlan el mercado. Mediante esta serie de juegos se ha detectado que no sólo adquiere ventaja el primero en mover, sino que bajo ciertas condiciones ser el primero puede resultar una desventaja decisiva toda vez que influye la capacidad decisiva de la innovación tecnológica.

## Publicaciones
- Grundlagen einer reinen Kostentheorie (Fundamentos de la Teoría de Costes), Viena, 1932.
- Marktform und Gleichgewicht (Estructura de Mercado y Equilibrio), Viena, 1934.
- Grundlagen der theoretischen Volkswirtschaftslehre (Fundamentos de la Teoría Económica), Berna, 1948.
- von Stackelberg, Heinrich (2014). Foundations of a Pure Cost Theory (en inglés). Springer. ISBN 978-3-642-34537-1.

- Datos: Q66838